# 巴热城
巴热城（法語：Bagé-la-Ville，法語發音：[baʒe la vil]）是法国东部安省的一个旧市镇，属于布雷斯地区布尔格区。2018年，巴热城与市镇多马坦合并为新市镇巴热-多马坦。

## 地理
巴热城（46°18'56"N, 4°56'43"E）面积39.68 平方千米，位于法国奥弗涅-罗讷-阿尔卑斯大区安省，该省份为法国东部省份，北起汝拉省，西北接索恩-卢瓦尔省，西接罗讷省和里昂大都会，南至伊泽尔省，东与萨瓦省、上萨瓦省和瑞士接壤。
与巴热城接壤的市镇（或旧市镇、城区）包括：巴热勒沙泰勒、舍夫鲁、多马坦、费扬、芒济亚、勒普隆日、圣安德烈德巴热、芒通河畔圣西尔、圣迪迪耶多西亚、芒通河畔圣热尼、韦勒河畔圣让。
巴热城的时区为UTC+01:00、UTC+02:00（夏令时）。

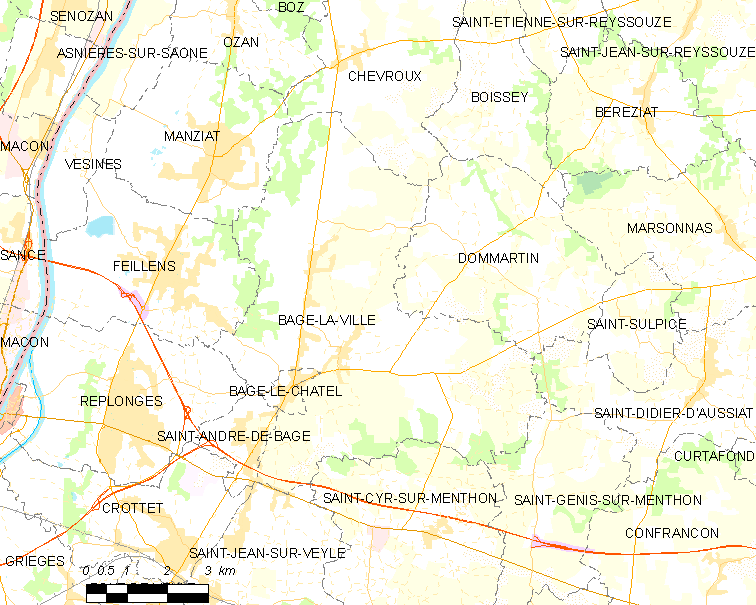
巴热城的OSM定位图

## 行政
巴热城的邮政编码为01380，INSEE市镇编码为01025。

## 政治
巴热城所属的省级选区为勒普隆日县。

## 人口

1962-2008年间巴热城人口变化图示

巴热城于2018年1月1日时的人口数量为3188人。